# Sojuz MS-15
Sojuz MS-15 – misja statku Sojuz do Międzynarodowej Stacji Kosmicznej, która dostarczyła połowę jej 62. i 63. stałej załogi. Był to 144. lot kapsuły Sojuz. 
Start z kazachskiego Bajkonuru odbył się 25 września 2019 r. Cumowanie do modułu Zwiezda odbyło się w tym samym dniu.
17 kwietnia 2020 roku wrócili na Ziemię w Sojuzie MS-15 rosyjski kosmonauta Oleg Skripoczka i amerykanie Jessica Meir i Drew Morgan. Skripoczka i Meir przebywali na pokładzie ISS od 25 września 2019 roku, a Drew Morgan od 20 lipca 2019 roku. Kapsuła z astronautami lądowała w Kazachstanie. 

## Załoga

### Podstawowa
- Oleg Skripoczka (3. lot) – dowódca (Rosja, Roskosmos)
- Jessica Meir (1. lot) – (USA, NASA)
- Hazza Al Mansouri (1. lot) – (ZEA, MBRSC) – tylko lot na ISS
- Andrew Morgan (1. lot) – (USA, NASA) – lot powrotny z ISS